# بلیتسا (استان گابرووو)
بلیتسا (به بلغاری: Belitsa) یک منطقهٔ مسکونی در بلغارستان است که در تریاونا واقع شده‌است.